# Luški zaljev
Luški zaljev (rus. Лужская губа) je plitki zaljev na južnoj ruskoj obali Finskog zaljeva. Bez leda je 326 dana u godini. Poluotok Kurgalski odvaja zaljev od Narvskog zaljeva na zapadu, dok ga Sojkinski poluotok odvaja od Koporskog zaljeva na istoku. Rijeka Luga ulijeva se u zaljev u blizini Ust-Luge.